# Caraclău (Trotuș)
Il fiume Caraclău è un affluente del fiume Trotuș in Romania.